# Ana María Boone Godoy
Ana María Boone Godoy (Coahuila, México, 1 de abril de 1964) es una política mexicana del Partido Revolucionario Institucional (PRI). Fue legisladora del II Distrito Electoral Federal de Coahuila, por la LXIII Legislatura del Congreso de la Unión de México en la Cámara de Diputados hasta enero de 2017.

## Trayectoria
Boone Godoy se graduó como profesora en Educación Preescolar en la Escuela Normal Superior Labastida. Más adelante, obtuvo su Licenciatura en Educación Preescolar en la Universidad Pedagógica Nacional (UPN), finalizando su formación académica con la diplomatura en Programación Neurolingüística. Esta formación le permitió, a partir del año 2003, desempeñar diversos cargos vinculados a la educación. La mayor parte de su actividad laboral en cargos públicos se desarrolló en San Juan de Sabinas, donde dirigió el DIF y fue concejala entre 2003 y 2005. Entre 2010 y 2011 dirigió los servicios de educación de Sabinas y del cercano municipio de Múzquiz.
En el 2012, Boone Godoy fue elegida para la LIX Legislatura del Congreso del Estado de Coahuila, donde desarrolló su actividad durante dos años y actuó como secretaria de la Junta Directiva.
En el 2015, fue elegida diputada nacional por el segundo distrito de Coahuila, luego de haberse impuesto sobre el segundo candidato por un amplio margen de votos. En este cargo, perteneció a las comisiones de Derechos de la Niñez, Igualdad de Género, Radio y Televisión, de la que fue Secretaria.

## Vida personal
Ana María Boone Godoy es hija de Daniel Boone Menchaca y Ana María Godoy de Boone. Su padre tiene a su cargo una emisora de radio local en Nueva Rosita.  Tiene dos hijas llamadas Ana Daniela y Annette.
Boone Godoy es vocal del hogar de niños "Nueva Esperanza" en Nueva Rosita, y es accionista de la Radio Triunfadora de Coahuila.